# 马来西亚地理
马来西亚主要由中间隔着南中國海的东马来西亚及西马来西亚组成。马来西亚大部分的沿海地区都是平原，中部则是布满茂密热带雨林的高原。最高山峰是处于沙巴州的京那巴鲁山。马来西亚靠近赤道，气候潮湿炎热。每年四月至十月间吹西南风，十月至二月间吹东北风。

## 地形与水文
马来西亚海岸线长4192km。马来半岛中为山地，两侧为平原，沿海沼泽广布。
马来西亚在婆罗洲北部主要由砂拉越和沙巴组成，其沿海多为平原，内地多为森林覆盖的丘陵和山地。
马来西亚最高峰为京那巴鲁山（又名神山），位于沙巴，海拔4101米。
河流主要有霹雳河、彭亨河（马来半岛最长河流）、拉让江（马来西亚及砂拉越最长河流）、京那峇當岸河（沙巴最长河流，别译“基纳巴唐岸河”）等。

## 区域
西马(半岛)可被分为四个部分，分别为
- 北马
- 中马
- 南马
- 东海岸

而东马则可被分为沙巴和砂拉越两个部分。

## 气候
整个马来西亚属于热带雨林气候，终年炎热多雨。
沿海地区还受到西南季风和东北季风的交替影响。
马来西亚主要由中间隔着南中國海东马来西亚（沙巴及砂拉越）及西马来西亚（马来半岛）组成。马来西亚大部分的沿海地区都是平原，中部则是布满茂密热带雨林的高原。最高山峰是处于沙巴州的京那巴鲁山。马来西亚靠近赤道，气候潮湿炎热。每年六月至九月间吹西南风，十一月至三月间吹东北风。

## 数据

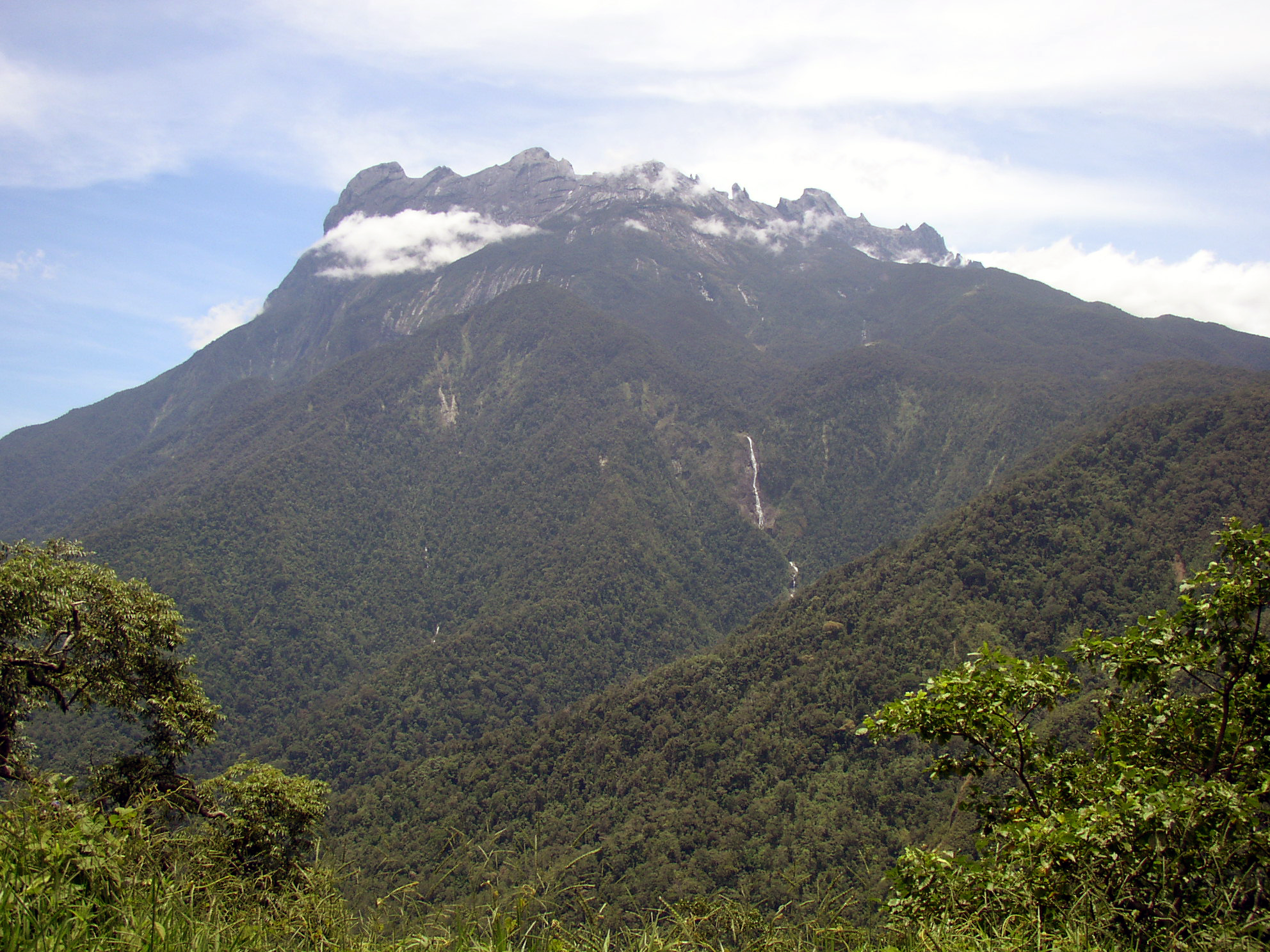
京那巴鲁山

- 地理中心： 2°30′N, 112°30′E
- 面积
  - 总面积：330,803 km²
  - 陆地总面积：329,613 km²
  - 水域总面积：1,190 km²
- 边界线
  - 陆地边界线：2,669 km
    - 其中与文莱边界线381 km，与印度尼西亚边界线1,782 km，与泰国边界线506 km。

  - 海岸线：4,675 km 
    - 其中马来亚海岸线2,068 km, 东马来西亚海岸线2,607 km